# George Sidney
George Sidney (Long Island, Nueva York, 4 de octubre de 1916-Las Vegas, Nevada, 5 de mayo de 2002) fue un director de cine estadounidense. Trabajó principalmente con la Metro Goldwyn Mayer.

## Biografía
George Sidney nació el 4 de octubre de 1916 en Long Island (Nueva York), en el seno de una familia dedicada al mundo artístico. Su madre era la actriz Hazel Mooney y su padre el productor e intérprete teatral Louis Sidney. Su tío era el también actor George Sidney.
La carrera de Sidney en el show business comenzaría pronto, ya que desde niño se subió a los escenarios teatrales para compartir funciones con su familia. En los años 30 ya trabajaba en Hollywood para la Metro Goldwyn Mayer como montador y asistente de dirección. En el estudio del león permanecería casi toda su carrera.
Sidney tuvo su oportunidad de dirigir los primeros cortos con La Pandilla, entre ellos George "Spanky" McFarland o Carl "Alfalfa" Switzer. De esta manera, Sidney, con 21 años se convertiría en el director más joven que jamás dirigió a estos pequeños actores. 
Después de un año trabajando en La pandilla, Sidney haría capítulos para la serie de Crime Does Not Pay. Su primer largometraje fue Free and Easy (1941), comedia romántica protagonizada por Robert Cummings, Ruth Hussey y Judith Anderson basada en una obra teatral de Ivor Novello.
Poco después, Sidney conocería a Gene Kelly y su relación sería una de las más recordadas en la historia del cine. Su primera colaboración sería en Thousands Cheer (1943), musical coprotagonizado por Kathryn Grayson. Más tarde coincidirían en Levando anclas (1945), con Frank Sinatra y Grayson, y Los tres mosqueteros (1949), versión de Alejandro Dumas que contaba con el protagonismo de Lana Turner y June Allyson.
Además, Sidney ayudó a colegas de la Metro William Hanna y Joseph Barbera para crear Hanna-Barbera Productions en 1944, una compañía con la que mantuvo relaciones durante diez años. De hecho, el ratón Jerry apareció junto a Gene Kelly en Levando anclas en el que sería uno de los números más recordados. 
Aparte de esto, Sidney realizó sus mejores obras en la década de los 40. Entre ellos, Escuela de sirenas (1944), película protagonizada por Esther Williams, The Harvey Girls (1946), película protagonizada por Judy Garland.
En la década de los 50, la actividad de Sidney bajó en cuanto a números de producciones. En 1951, estrenaría su versión de Magnolia (1951), Scaramouche (1952), Pal Joey (1957) con Frank Sinatra, Rita Hayworth y Kim Novak.
Los años 60 le depararon títulos de menor entidad, donde destacan Pepe (1960), Un beso para Birdie (1963), con Janet Leigh, Ann-Margret y Dick Van Dyke, o Cita en Las Vegas (1964), película con Elvis Presley. Su última película sería La mitad de seis peniques (1967), retirándose definitivamente de la dirección. 
Por su contraibución al mundo del cine, George Sidney tiene una estrella en el Paseo de la fama de Hollywood. El director moriría a causa de un linfoma el 5 de mayo de 2002, en Las Vegas, Nevada, a los 85 años.

## Filmografía
- El desfile de las estrellas (Thousands Cheer) (1944)
- Escuela de sirenas (Bathing Beauty) (1944)
- Levando anclas (Anchors Aweigh) (1945)
- Festival en México (Holiday in Mexico) (1946)
- Ziegfeld Follies (1946)
- Hasta que las nubes pasen (Till the Clouds Roll By) (1946)
- The Harvey Girls (1946)
- Dos edades del amor (Cass Timberlane) (1947)
- Los tres mosqueteros (The Three Musketeers) (1948)
- El Danubio rojo (The Red Danube) (1949)
- La reina del oeste (Annie Get Your Gun) (1950)
- Magnolia (Magnolia) (1951)
- Scaramouche (Scaramouche) (1952)
- La reina virgen (Young Bess) (1953)
- Kiss Me Kate (1953)
- La amada de Júpiter (Jupiter's Darling, 1955)
- Melodía inmortal (The Eddy Duchin Story (1956)
- Pal Joey (1957)
- Pepe (1960)
- ¿Quién era esa chica? (Who Was That Lady?) (1960)
- Un beso para Birdie (Bye Bye Birdie) (1963)
- Cita en Las Vegas (Viva Las Vegas) (1964)
- Chicas sin barreras (The Swinger) (1966)
- La mitad de seis peniques (Half a Sixpence) (1967)